# Djelaludin Sharityar
Djelaludin „Djelal“ Sharityar (* 15. März 1983 in Zadran) ist ein afghanischer Fußballspieler, der auch die deutsche Staatsbürgerschaft besitzt. Der gelernte Immobilienkaufmann trägt, wegen seines für Europäer schwer auszusprechenden Vornamens, in Anlehnung an den italienischen Stürmer Salvatore „Totò“ Schillaci den Spitznamen Toto. Der Defensiv-Allrounder gilt als zweikampfstarker Spieler.

## Karriere

### Vereinskarriere

#### Jugend
Mit dem Fußballspiel begann er in Deutschland 1990 als Stürmer in der Jugend des FC Öhningen am Bodensee. Sein fußballerisches Talent wurde vom VfL Wolfsburg entdeckt, in dessen Jugendinternat er bis zur A-Jugend blieb.

#### Profi in der Schweiz und in Deutschland
Anschließend spielte er für einige Zeit beim Schweizer Drittligisten FC Kreuzlingen. Nach Stationen beim FC Singen und dem FC Konstanz-Wollmatingen kam er 2006 zum Oberligisten FC Emmendingen. Am Saisonende stieg der Verein in die Verbandsliga ab. Sharityar wurde zur Saison 2007/08 nach einem einwöchigen Probetraining von der in der Bayernliga spielenden SpVgg Weiden verpflichtet. Ab Januar 2009 spielte Sharityar für den 1. FC Schweinfurt 05.

#### Wanderjahre
Im Juni 2009 wechselte er zu APEP Kyperounda in die erste Liga Zyperns. Sharityar löste nach einer Saison den Vertrag mit Apep Kyperounda im gegenseitigen Einvernehmen auf und wechselte ablösefrei zu Ethnikos Achnas.
Im Juli 2012 wechselte Sharityar als erster Afghane überhaupt, mit einem Profivertrag bis 2013 ausgestattet, in die Premier League nach Bahrain zu Hidd SCC.
Im Januar 2014 löste er seinen Vertrag bei Al-Hidd auf und wechselte daraufhin zu seinem ehemaligen Verein 1. FC Schweinfurt 05.
In der Saison 2015/16 wechselte Sharityar wieder in die Premier League nach Bahrain zu dem Spitzenclub Manama Club. Dort spielte er auch in der GCC Champions League, dem Vereinspokal für die sechs arabischen Mitglieder des Golf-Kooperationsrats. Am 1. Juli 2016 lief sein Vertrag aus.
Am 1. Februar 2017 verkündete der Mumbai FC seine Verpflichtung. Zuvor war er ein halbes Jahr ohne Verein. Nach der Saison verließ er den Verein mit unbekanntem Ziel. 

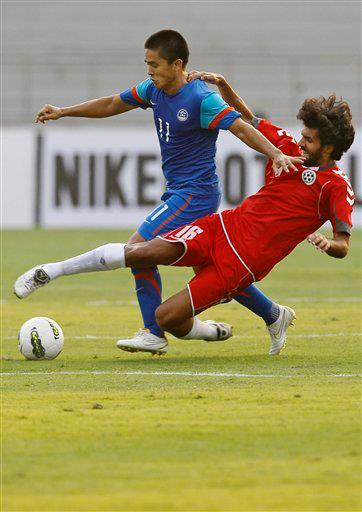
Sharityar (im roten Trikot) 2011 im Spiel gegen Indien

### Nationalmannschaft
Sharityar debütierte für die afghanische Fußballnationalmannschaft am 8. Oktober 2007 im WM-Qualifikationsspiel gegen Syrien. Sharityar spielte über 90 Minuten, die Partie endete 0:3 aus afghanischer Sicht. Im August 2014 wurde er für die afghanische U-23-Nationalmannschaft als einer von drei Ü-23-Spielern nominiert, die vom 19. September bis zum 4. Oktober bei den Asienspielen antritt. Nachdem eine Nominierung für die Südasienmeisterschaft 2015 durch das Veto seines Vereins verhindert wurde, trat er wegen Problemen mit dem afghanischen Fußballverband aus der Nationalmannschaft zurück. Er absolvierte mindestens 38 Länderspiele und war bis vor der Südasienmeisterschaft auch der Kapitän.

## Privates
Sharityar kam mit seinen drei Brüdern und seiner Mutter im Alter von sieben Jahren aus Afghanistan nach Deutschland, wo sich sein Vater bereits seit 1986 aufhielt.
Sein Bruder Mohammed Sharityar, genannt „Mudi“, studierte Medizin in Tübingen und spielte u. a. von 2003 bis 2006 beim FC Konstanz und absolvierte 64 Spiele.